# خلبان

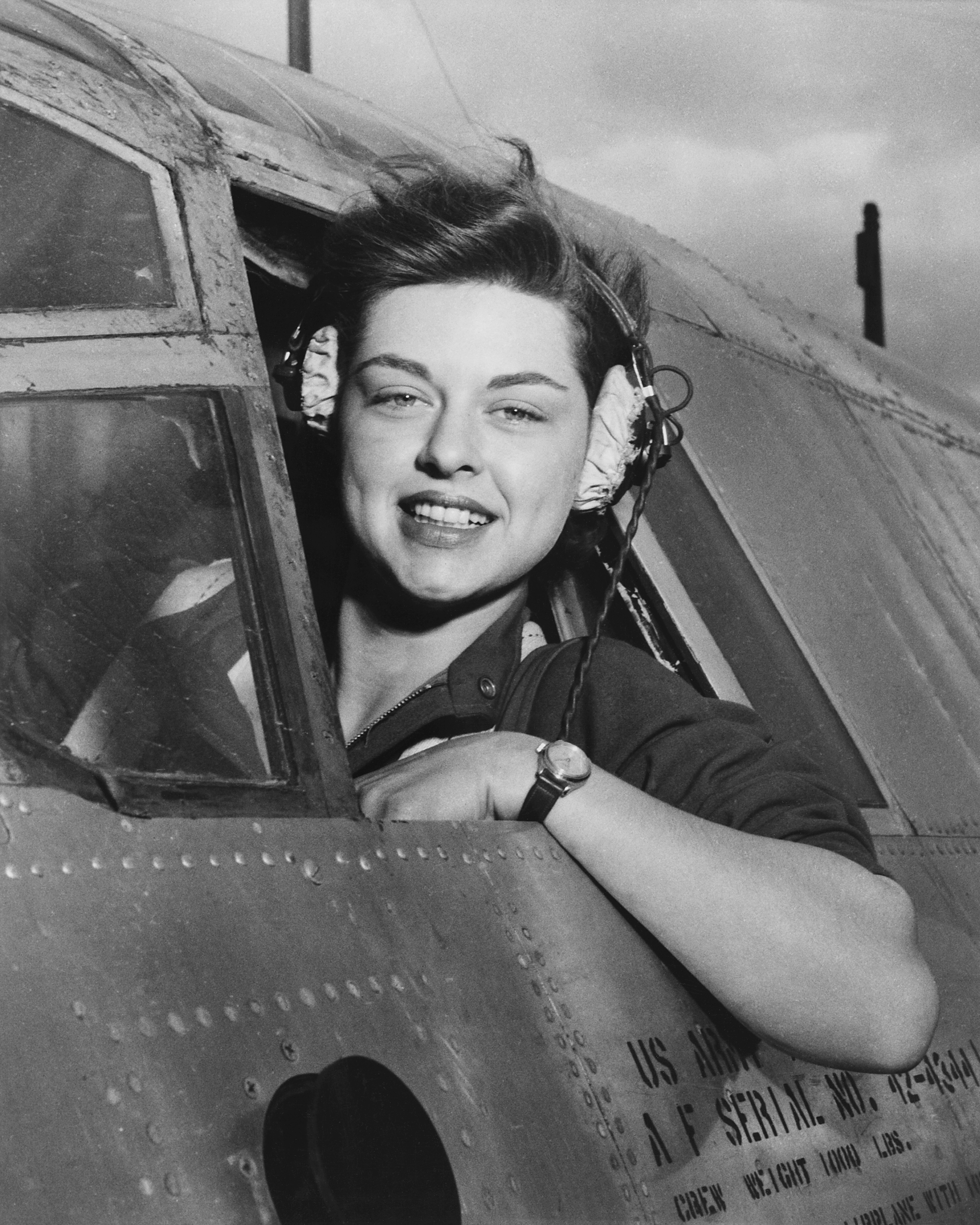
نگاره‌ای از الیزابت ال. گاردنر خلبانِ جنگندهٔ مارتین بی-۲۶ مارودر در حوالی سال ۱۹۴۳. نیروی زمینی ایالات متحده آمریکا در اوت ۱۹۴۳ و در گرماگرم جنگ جهانی دوم به تشکیل نخستین واحد متشکل از خلبانان زن اقدام کرد. در مرحلهٔ عضوگیری بیش از ۲۵ هزار زن از سراسر آمریکا برای عضویت درخواست دادند که تنها ۱٬۰۷۴ زن حایز شرایط خلبانی شناخته و به خدمت در سازمان زنان خلبان خدمات نیروی هوایی فراخوانده شدند.

خلبان یا هوانورد (به انگلیسی: aircraft pilot or aviator) فردی است که به‌خاطر شغلش یا برای تفریح به هدایت هواپیما یا دیگر وسایل پروازی می‌پردازد.
خَلَبان (خله‌بان) در واژه به‌معنای سکاندار است. خلبان را پیشتر در فارسی «پایلت» می‌گفتند.
داشتن شغل خلبانی نیازمند آموزش‌های منظم و داشتن گواهینامه خلبانی است. بسیاری به خلبانی به‌صورت آماتور و غیر حرفه‌ای می‌پردازند. خلبانی و هدایت کلیهٔ وسایل پروازی حتی هواپیمای فوق سبک نیز نیازمند دریافت گواهینامه خلبانی و مجوز پرواز است.
خلبان یا هوانورد، فردی است که با استفاده از کنترل‌های هدایت‌کننده، پرواز یک هواپیما را کنترل می‌کند. سایر خدمه پرواز، مانند ناوبران و مهندسان پرواز نیز هوانورد محسوب می‌شوند، زیرا آنها در عملیات سیستم‌های ناوبری و موتور هواپیما کمک می‌کنند. با این حال، اعضای خدمه زمینی مانند اپراتورهای پهپاد، مهمانداران، مکانیک‌ها و خدمه زمینی، در دسته‌بندی هوانوردان قرار نمی‌گیرند. برای به رسمیت شناختن صلاحیت‌ها و مسئولیت‌های خلبانان، اکثر ارتش‌ها و بسیاری از خطوط هوایی در سراسر جهان، نشان هوانوردی را به خلبانان خود اعطا می‌کنند.
اولین کاربرد ثبت‌شده از اصطلاح هوانورد (aviateur در فرانسوی) در سال ۱۸۸۷ بود، به عنوان شکلی از هوانوردی (aviation)، که از کلمه لاتین avis (به معنی پرنده) گرفته شده است. این اصطلاح در سال ۱۸۶۳ توسط G. J. G. de La Landelle در کتاب Aviation Ou Navigation Aérienne ("هوانوردی یا ناوبری هوایی") ابداع شد. اصطلاح هوانورد زن (aviatrix در انگلیسی و aviatrice در فرانسوی)، که اکنون منسوخ شده است، قبلاً برای خلبان زن به کار می‌رفت. اصطلاح هوانورد مرد (aviator در انگلیسی و aviateur در فرانسوی)، که اکنون منسوخ شده است، قبلاً برای خلبان مرد استفاده می‌شد. افرادی که هواپیما را به پرواز درمی‌آورند، گواهینامه خلبانی دریافت می‌کنند. این اصطلاحات بیشتر در روزهای اولیه هوانوردی به کار می‌رفت، زمانی که هواپیماها بسیار نادر بودند و شجاعت و ماجراجویی را تداعی می‌کردند.
برای اطمینان از ایمنی افراد در هوا و روی زمین، هوانوردی اولیه به زودی نیاز پیدا کرد که هواپیماها همیشه تحت کنترل عملیاتی یک خلبان آموزش‌دیده و دارای گواهینامه باشند که مسئولیت تکمیل ایمن و قانونی پرواز را بر عهده دارد. باشگاه هوانوردی فرانسه اولین گواهینامه را در سال ۱۹۰۸ به لویی بلریو اعطا کرد – پس از او گلن کرتیس، لئون دلاگرانژ و رابرت اسنو-پلتری. باشگاه سلطنتی هوانوردی بریتانیا در سال ۱۹۱۰ و باشگاه هوانوردی آمریکا در سال ۱۹۱۱ (گلن کرتیس اولین نفر دریافت‌کننده) از این روند پیروی کردند.

## انواع خلبانان

### خلبانان غیرنظامی
هواپیماهای گوناگونی را به منظور تفریح، امور خیریه، یا اهداف تجاری پرواز می‌دهند. این پروازها می‌توانند شامل پروازهای غیربرنامه‌ریزی‌شده (چارتر)، حمل و نقل مسافر و بار برای خطوط هوایی، هوانوردی شرکتی، کشاورزی (سمپاشی محصولات)، کنترل آتش‌سوزی جنگل‌ها، اجرای قانون و غیره باشند. هنگامی که خلبانان برای یک شرکت هواپیمایی پرواز می‌کنند، معمولاً به آنها خلبان خطوط هوایی گفته می‌شود و خلبان فرمانده اغلب با عنوان کاپیتان شناخته می‌شود.
در سال ۲۰۱۷، ۲۹۰٬۰۰۰ خلبان خطوط هوایی در جهان وجود داشت و شرکت تولیدکننده شبیه‌ساز هواپیما CAE Inc. پیش‌بینی می‌کند که تا سال ۲۰۲۷ به ۲۵۵٬۰۰۰ خلبان جدید برای جمعیت ۴۴۰٬۰۰۰ نفری نیاز خواهد بود. از این تعداد، ۱۵۰٬۰۰۰ نفر برای رشد و ۱۰۵٬۰۰۰ نفر برای جبران بازنشستگی و فرسایش نیرو مورد نیاز خواهند بود: ۹۰٬۰۰۰ نفر در آسیا-اقیانوسیه، ۸۵٬۰۰۰ نفر در قاره آمریکا، ۵۰٬۰۰۰ نفر در اروپا و ۳۰٬۰۰۰ نفر در خاورمیانه و آفریقا. شرکت بوئینگ نیز پیش‌بینی می‌کند که ۷۹۰٬۰۰۰ خلبان جدید در ۲۰ سال آینده از سال ۲۰۱۸ مورد نیاز خواهند بود، که عمدتاً برای هوانوردی تجاری، تجاری و هلیکوپترها خواهد بود. این کمبود خلبانان ماهر، باعث شده برخی خلبانان از هوانوردی شرکتی به خطوط هوایی بازگردند، با وجود درآمد بالای قبلی.
با پیشرفت اتوماسیون، تعداد خلبانان خطوط هوایی ممکن است کاهش یابد، زیرا سیستم‌های خودکار می‌توانند جایگزین کمک‌خلبانان و در نهایت خود خلبانان شوند. برخی کارشناسان پیش‌بینی می‌کنند که پروازهای کاملاً خودمختار و خلبان‌نشین در دهه‌های آینده به واقعیت تبدیل خواهند شد، به ویژه برای هواپیماهای باری. این امر می‌تواند منجر به کاهش تقاضا برای خلبانان و فشار نزولی بر دستمزدها شود. شرکت‌های مالی نیز پیش‌بینی می‌کنند که هواپیماهای بدون خلبان از نظر فنی امکان‌پذیر هستند و می‌توانند تا سال ۲۰۲۵ ظاهر شوند که صرفه‌جویی عظیمی در هزینه‌ها، عمدتاً هزینه‌های خلبان، به همراه خواهند داشت. با این حال، قوانین و پذیرش عمومی باید با این تغییرات سازگار شوند.
بسیاری از خلبانان در کشورهای مختلف از جمله ایالات متحده و اروپای غربی، غیرنظامی هستند و آموزش‌های نظامی لزوماً پیش‌نیاز ورود به این حرفه نیست. قوانین هوانوردی در هر کشور، مانند قانون هوانوردی کانادا و مقررات هوانوردی کانادا، الزامات صدور مجوز خلبانی را تعیین می‌کنند. در ایالات متحده، در سال ۲۰۲۰، ۶۹۱٬۶۹۱ گواهینامه خلبانی فعال وجود داشت، که این رقم از اوج خود در سال ۱۹۸۰ (بیش از ۸۰۰٬۰۰۰ خلبان فعال) کاهش یافته است. خلبانان خطوط هوایی تجاری در ایالات متحده سن بازنشستگی اجباری ۶۵ سال دارند، که این سن در سال ۲۰۰۷ از ۶۰ سال افزایش یافته است.

### خلبانان نظامی
خلبانان نظامی با نیروهای مسلح، عمدتاً نیروی هوایی، یک دولت یا کشور پرواز می‌کنند. وظایف آنها شامل عملیات جنگی و غیرجنگی است، از جمله درگیری‌های مستقیم خصمانه و عملیات پشتیبانی. خلبانان نظامی آموزش‌های تخصصی، اغلب با سلاح، را پشت سر می‌گذارند. نمونه‌هایی از خلبانان نظامی شامل خلبانان جنگنده، خلبانان بمب‌افکن، خلبانان ترابری، خلبانان آزمایش‌گر و فضانوردان می‌شوند.
خلبانان نظامی با برنامه درسی متفاوتی نسبت به خلبانان غیرنظامی آموزش می‌بینند که توسط مربیان نظامی ارائه می‌شود. این تفاوت به دلیل نوع هواپیماها، اهداف پرواز، موقعیت‌های پروازی و سلسله مراتب مسئولیت‌ها است. بسیاری از خلبانان نظامی پس از ترک خدمت، به سمت صلاحیت خلبانی غیرنظامی تغییر مسیر می‌دهند و معمولاً تجربه نظامی آنها مبنایی برای دریافت گواهینامه خلبانی غیرنظامی فراهم می‌کند.
اولین گروه بمباران جهان در ۲۳ نوامبر ۱۹۱۴ در فرانسه ایجاد شد. هواپیماهای Voisin III تنها هواپیماهای موجود برای این مأموریت بودند. این هواپیماها تنها می‌توانستند بارهای بسیار سبک (بین ۵۵ تا ۱۶۰ کیلوگرم بمب) را حمل کنند، بمب‌ها ابتدایی بودند و سیستم‌های هدف‌گیری هنوز باید توسعه می‌یافتند. در ابتدا، بمب‌ها به سادگی توسط خدمه به بیرون پرتاب می‌شدند که دقت بسیار محدودی داشت.
با این وجود، آغاز بمباران‌های تاکتیکی و استراتژیک در روزهای اول جنگ جهانی اول انجام شد. به این ترتیب، سرویس هوایی نیروی دریایی سلطنتی مأموریت‌های بمباران آشیانه‌های فرودگاه‌های دوسلدورف، کلن و فریدریش‌هافن را در پاییز ۱۹۱۴ انجام داد. تشکیل «واحد کبوتر پیام‌رسان اوستنده»، نام رمز اولین واحدهای بمباران آلمان، مأموریت‌های بمباران بر فراز کانال انگلیسی را در دسامبر ۱۹۱۴ انجام داد.

## تاریخچهٔ گواهینامه
برای اطمینان از ایمنی افراد در هوا و روی زمین، هوانوردی اولیه به زودی نیاز داشت که هواپیما همیشه تحت کنترل عملیاتی یک خلبان کاملاً آموزش دیده و دارای گواهینامه باشد که مسئولیت تکمیل ایمن و قانونی پرواز را بر عهده دارد. باشگاه Aéro-Club de France اولین گواهینامه را در سال ۱۹۰۸ به لویی بلریو تحویل داد و پس از آن گلن کورتیس، لئون دلاگرانژ و رابرت اسنو پلتری. پس از آن، کلوپ هوایی بریتانیا در سال ۱۹۱۰ و باشگاه هوانوردی آمریکا در سال ۱۹۱۱ گواهینامه‌هایی را دریافت کردند.

## روز جهانی خلبان
۲۶ آوریل ،روز خلبان برای تجلیل از خلبانان به رسمیت شناخته شده است.

## خلبانان مشهور ایرانی

### خلبانان نظامی
- احمد نخجوان
- جلیل زندی
- جواد فکوری
- حسین خلعتبری
- شهرام رستمی
- عباس بابایی
- عباس دوران
- غلامرضا فرزین
- علی اکبر شیرودی
- غفور جدی اردبیلی
- محمد خاتمی
- مصطفی یافت آبادی
- نادر جهانبانی
- یدالله جوادپور

### خلبانان غیرنظامی
- هوشنگ شهبازی
- عفت تجارت‌چی
- اکرم منفرد آریا
- نشاط جهانداری
- فرهاد احمدی

## خلبان‌های مشهور دنیا
- اریش هارتمان
- آملیا ارهارت
- آنتوان دو سن اگزوپری
- اورویل رایت
- مانفرد فون ریشتهوفن
- لویی بلریو
- چارلز لیندبرگ
- چاک یگر